# Luân Giói
Luân Giói là một xã thuộc huyện Điện Biên Đông, tỉnh Điện Biên, Việt Nam.

## Địa lý
Xã Luân Giói có vị trí địa lý:
- Phía đông giáp tỉnh Sơn La
- Phía tây giáp xã Mường Luân
- Phía nam giáp xã Háng Lìa và xã Tìa Dình
- Phía bắc giáp xã Chiềng Sơ.

Xã Luân Giói có diện tích 63,25 km², dân số năm 2022 là 5.421 người,  mật độ dân số đạt 85 người/km².

## Hành chính
Xã Luân Giói được chia thành 14 thôn, bản.

## Lịch sử
Ngày 7 tháng 10 năm 1995, Chính phủ ban hành Nghị định số 59-CP về việc chuyển xã Luân Giói thuộc huyện Điện Biên về huyện Điện Biên Đông mới thành lập quản lý.
Ngày 10 tháng 7 năm 2019, HĐND tỉnh Điện Biên ban hành Nghị quyết số 116/NQ-HĐND về việc:
- Thành lập bản Yên Bua trên cơ sở Bản Yên và bản Noong Bua.
- Sáp nhập bản Nà Luông vào bản Che Phai.
- Sáp nhập bản Phiêng Púng vào bản Pá Khôm.
- Thành lập bản Co Củ trên cơ sở bản Ten Củ và bản Co Đứa.
- Thành lập Bản Đại trên cơ sở bản Lại Trên và bản Phiêng Kên.